# مشک آویز
منطقهٔ مشک آویز در دهستان دشت لاله واقع در شهرستان مهر قرار دارد.
این منطقه از حدود ۲۵۰ سال قبل در اختیار طائفهٔ آخوندها و جمالان روستای شلدان، قرار داشته‌است؛ و در طول سالیان، به علت خاک منحصر به فرد و سفت مشک آویز، با کشت به صورت دیم، اقدام به کشاورزی می‌کردند. تا قبل از انقلاب اسلامی خوانین منطقه، در این کشاورزی‌ها، اخلال ایجاد می‌کردند. سال‌ها بعد با پیگیری‌های قانونی از طریق مراجع قضایی، و اقدام به اخذ ۷۰ سند تفکیکی و تحویل به ۷۰ خانوار، تکلیف این زمین‌ها مشخص شد.
سد خاکی مشک آویز که ساخت آن در نیمه اول سال ۹۷ به پایان رسید، تبدیل به یکی از چشم نوازترین تفرجگاه‌ها در جنوب استان فارس، شده‌است. این سد، با حجم آب‌گیری ۳ میلیون متر مکعب، بزرگترین سد شهرستان مهر به حساب می‌آید. برقراری تعادل اکولوژیکی در این منطقه جهت کنترل فرسایش و مهار هرز آب‌های سطحی و نیز کاهش سیلاب‌های منطقه ای از اهداف و مزایای مهم این طرح است.
1. ↑  «سد خاکی مشک آویز، بزرگترین طرح آبخیزداری شهرستان مهر». باشگاه خبرنگاران جوان.
2. ↑  «افزایش 4500000 متر مکعب به ذخیره آب استان فارس». بایگانی‌شده از اصلی در ۶ ژانویه ۲۰۱۹. دریافت‌شده در ۲۰ آوریل ۲۰۲۰.